# Dunaharaszti MTK
A Dunaharaszti MTK egy magyar sportegyesület, melynek székhelye, Dunaharaszti. A 2019–20-as idényben az NB III Közép csoportjában szerepelt.